# II Concilio de Toledo
El Segundo Concilio de Toledo fue un concilio de los obispos del reino visigodo de Toledo, celebrado en la ciudad de Toledo el 17 de mayo del año 527, durante el reinado de Amalarico. 
Estuvo presidido por el obispo de Toledo Montano, y asistieron también Pancario, Canonio, Paulo y Domiciano, cuyas sedes episcopales se ignoran, y Marciano, que se encontraba en Toledo desterrado por causas de fe; Nebridio de Egara y su hermano Justo de Urgel llegaron después de acabado el concilio. 
Fueron acordados cinco cánones relativos a cuestiones de disciplina eclesiástica: la edad a la que los clérigos podían recibir las órdenes menores, la obligación de estos de dejar a la iglesia como heredera de sus bienes y la prohibición de cambiar de iglesia, cohabitar con mujeres extrañas o contraer matrimonio con mujeres de la familia.